# Plaque UEFA

La plaque UEFA

La Plaque UEFA (en anglais : The UEFA Plaque) est un titre honorifique donné par l'UEFA (Union des associations européennes de football) au club italien de football de la Juventus Football Club lorsqu'il fut le premier à remporter les trois compétitions majeures de l'UEFA, à savoir la Coupe des clubs champions européens (désormais appelée Ligue des champions de l'UEFA), la Coupe des vainqueurs de coupe de l'UEFA et la Coupe UEFA (désormais la Ligue Europa), devenant la première équipe de l'histoire du football européen à réaliser cette performance.
Le trophée consiste en une plaque rectangulaire argentée sur laquelle sont superposés trois trophées représentant les tournois mentionnés, surmonté d'une couronne de laurier et du logo de l'UEFA,,.
Sur la plaque, on peut lire l'inscription suivante :

« Hommage

L'UEFA à la Juventus F.C.
Premier club ayant remporté les trois compétitions inter-clubs de l'UEFA :
Coupe des clubs champions européens
Coupe des vainqueurs de coupe de l'UEFA
Coupe UEFA. »

Le 12 juillet 1988, au début de la saison des compétitions européennes 1988-1989, à Genève (Suisse), l'ancien président de l'UEFA Jacques Georges présente le prix pour la première fois au président de la Juventus de l'époque Giampiero Boniperti.